# ألان شاكلتون
ألان شاكلتون (بالإنجليزية: Alan Shackleton)‏ هو لاعب كرة قدم بريطاني في مركز الهجوم، ولد في 3 فبراير 1934 في Padiham ‏ في المملكة المتحدة، وتوفي في 24 أبريل 2009. لعب مع أولدهام أثلتيك وتونبريدج أنغلز وليدز يونايتد ونادي إيفرتون ونادي بيرنلي ونادي نيلسون.